# Объединённая германская команда на зимних Олимпийских играх 1956
На Зимних Олимпийских играх 1956 года Объединённая германская команда, в которой совместно выступали спортсмены из ГДР, ФРГ и Западного Берлина, включала в себя 63 спортсмена (52 мужчины, 11 женщин), выступавших в 8 видах спорта. Результат, однако, был разочаровывающим: они завоевали 1 золотую и 1 бронзовую медали, что вывело команду на 9-е место в неофициальном командном зачёте.

## Медалисты
| Медаль | Спортсмен    | Вид спорта         | Дисциплина                 |
| ------ | ------------ | ------------------ | -------------------------- |
| Золото | Осси Райхерт | Горнолыжный спорт  | Женщины, гигантский слалом |
| Бронза | Харри Гласс  | Прыжки с трамплина | Мужчины, обычный трамплин  |